# مزورة (مصر)
قرية مزورة هي إحدى القرى التابعة لمركز سمسطا في محافظة بني سويف في جمهورية مصر العربية. حسب إحصاءات سنة 2006، بلغ إجمالي السكان في مزورة 31995 نسمة، منهم 16424 رجل و15571 امرأة.